# Callicebus personatus
Il callicebo mascherato o callicebo atlantico o callicebo personato o sasnassu (Callicebus personatus E. Géoffroy in Humboldt, 1812) è un primate platirrino della famiglia dei Pitecidi.

## Distribuzione
Vive nelle aree di foresta atlantica della parte centrale ed orientale dello stato brasiliano di Bahia. La specie è allopatrica con Callicebus moloch e Callicebus torquatus.

## Descrizione

### Dimensioni
Misura circa 95 cm di lunghezza, di cui più della metà spetta alla lunga coda semiprensile, per un peso medio di 1,3 kg.

### Aspetto
Il pelo è folto e di colore bruno, ad eccezione di faccia ed avambracci, che sono ricoperti di pelo nero (da cui il nome comune).

## Biologia
Si tratta di animali diurni ed arboricoli, che vivono in piccoli gruppi composti da una coppia riproduttrice e dai figli di quest'ultima, di differenti età, in numero non superiore a tre, quindi la consistenza numerica dei gruppi raramente è superiore alle cinque unità. Durante la notte, i gruppi dormono su alberi appositamente scelti, tenendo le code aggrovigliate fra loro: quando all'alba il gruppo va in cerca di cibo, i maschi adulti sono sempre gli ultimi a lasciare l'albero-dormitorio. I vari gruppi occupano dei territori dei quali notificano il possesso tramite una varietà di vocalizzazioni: i vari territori si sovrappongono nelle aree di confine, è tuttavia raro che i vari gruppi si incontrino. In caso di intrusioni, questi animali difendono strenuamente il proprio territorio, con vocalizzazioni e mimiche aggressive o combattimenti mimati: è raro, tuttavia, che vi siano scontri cruenti.

### Alimentazione
La dieta di questi animali si basa principalmente sulla frutta: possono tuttavia nutrirsi anche di alimenti di origine animali, come insetti (utilizzano bastoncini di legno per estrarre le blatte dai loro nascondigli), uova, nidiacei e piccoli vertebrati (in natura, sono stati osservati animali che si nutrivano di uistitì della specie Callithrix geoffroyi).
Un comportamento caratteristico di questi animali è la geofagia, ossia la tendenza, seppur sporadica, a nutrirsi di minerali: in particolare, esemplari di questa specie sono stati osservati mentre si nutrivano intenzionalmente di pezzi di termitaio o di legno in via di decomposizione.

### Riproduzione
La gestazione dura 5-6 mesi, al termine dei quali la femmina dà alla luce un unico cucciolo: le nascite si concentrano fra i mesi di agosto ed ottobre. Il cucciolo viene accudito principalmente dal padre, che lo lascia alla madre solo per la poppata, ogni 2-3 ore: a volte, il maschio può essere aiutato dagli altri figli nell'accudire il cucciolo.
I giovani vengono svezzati attorno ai 3-4 mesi d'età: è raro, tuttavia, che abbandonino il proprio gruppo natio prima del compimento del terzo anno di vita, col raggiungimento della maturità sessuale.
La speranza di vita in cattività di questi animali si aggira attorno ai 25 anni d'età.

## Status e conservazione
La riduzione dell'habitat in atto si deve principalmente alla distruzione delle foreste per l'allevamento del bestiame e l'agricoltura. Si sospetta un declino demografico continuo e passato superiore al 30% negli ultimi 24 anni.